# Hanumannagar (Saptari)
Hanumannagar (nepalski: हनुमाननगर, trl. Hanumānnagar, trb. Hanumannagar) – gaun wikas samiti we wschodniej części Nepalu w strefie Sagarmatha w dystrykcie Saptari. Według nepalskiego spisu powszechnego z 2001 roku liczył on 942 gospodarstw domowych i 5751 mieszkańców (2778 kobiet i 2973 mężczyzn).